# Mezjduretjensk

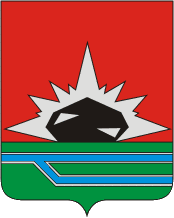
Stadens vapen.

Mezjduretjensk (ryska Междуреченск) är en stad i Kemerovo oblast, Ryssland. Folkmängden uppgick till 98 831 invånare i början av 2015.